# 馮誕
馮 誕（ふう たん、467年 - 495年）は、北魏の孝文帝の寵臣。字は思政。本貫は長楽郡信都県。

## 経歴
馮熙と博陵長公主の間の子として生まれた。十数歳のとき、叔母の文明太后に召されて禁中に入った。馮誕は孝文帝と同年で、幼くして帝の書学につき従っていたため、親しく待遇された。帝の妹の楽安長公主を妻に迎え、駙馬都尉・侍中・征西大将軍に任じられ、南平王に封じられた。さらに儀曹尚書に転じて、知殿中事をつとめた。馮誕は孝文帝に気に入られて、同じ輿に乗って外出し、同じ卓で食事をし、同じ席で座り起きをした。帝の弟の彭城王元勰や北海王元詳らが禁中に宿直していたが、帝との親しさでは及ばなかった。
492年（太和16年）1月、侍中・都督中外諸軍事・中軍将軍・特進に任じられ、長楽郡公に改封された。10月、司徒に上った。まもなく車騎大将軍・太子太師の任を加えられた。494年（太和18年）、孝文帝の南征に従軍した。495年（太和19年）2月、鍾離に入ったが、病の床について、帝に侍従することができなくなった。魏軍の本隊が鍾離を発つと、残された馮誕はまもなく死去した。孝文帝は軍を返して、鍾離に戻った。遺体は洛陽に運ばれ、葬儀が行われた。仮黄鉞・使持節・大司馬の位を追贈された。諡は元懿といった。

## 子女
- 馮穆（字は孝和、長楽郡公の爵位を嗣ぎ、扶風郡公に改封された。孝文帝の娘の順陽長公主を妻に迎えて、駙馬都尉に任じられた。員外散騎常侍・通直散騎常侍を歴任した。職命を受けるさいに満座の前で高笑いしたため、御史中尉の東平王元匡の弾劾を受けた。後に金紫光禄大夫の位を受けた。河陰の変で殺害された）
- 馮顥（長楽郡公）

## 伝記資料
- 『魏書』巻83上 列伝第71上
- 『北史』巻80 列伝第68